# Astomaea
- Commons
- Wikispecies

Astomaea é um género botânico pertencente à família Apiaceae.